# Puccinellia diffusa
Puccinellia diffusa là một loài thực vật có hoa trong họ Hòa thảo. Loài này được (Krecz.) Krecz. ex Drobov miêu tả khoa học đầu tiên năm 1941.